# 마이클 C. 마로나

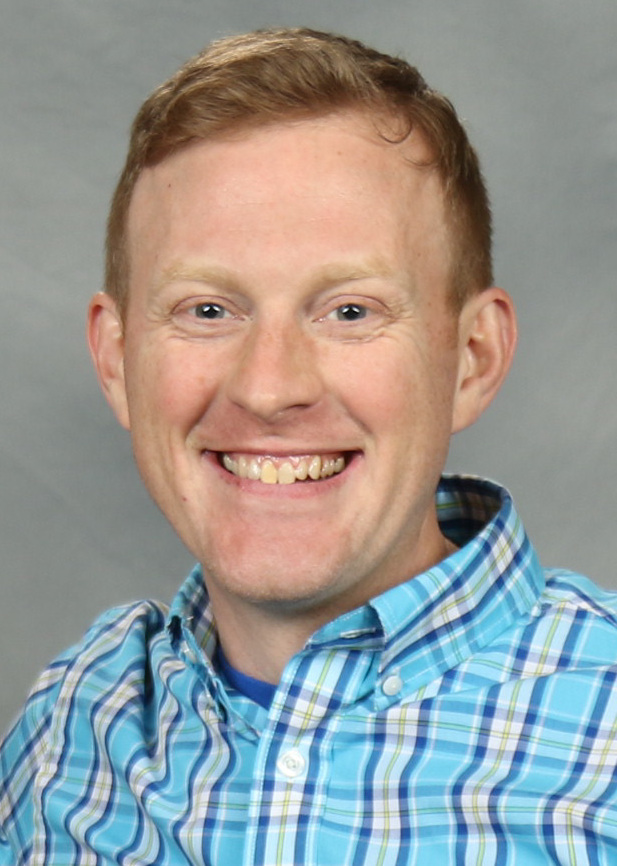

마이클 C. 마로나(Michael C. Maronna, 1977년 9월 27일 ~ )는 미국의 배우, 영화배우, 텔레비전 배우, 팟케스터, 촬영 감독이다.
브루클린에서 태어났다.

## 영화
- 배드 애플 (2004년)
- 왓 앨리스 파운드 (2003년)
- 40 데이즈 40 나이트 (2002년)
- 슬랙커즈 (2002년) - 제프 데이비스 역
- 클린턴 대통령 - 마지막 나날들 (2000년) - 스튜어트 역
- 나 홀로 집에 2 - 뉴욕을 헤매다 (1992년) - 제프 맥콜리스터 역
- 나 홀로 집에 (1990년) - 제프 맥콜리스터 역